# Zandschan

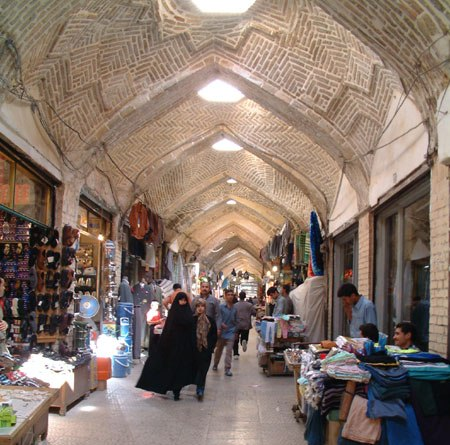
Der Basar aus der Zeit der Safawiden

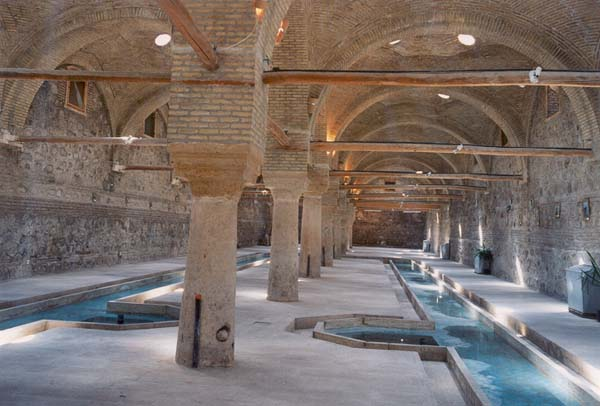
Die ehemalige Wäscherei ist heute ein Völkerkundemuseum

Zandschan, auch Sendschan (persisch زنجان Zandschān, DMG Zanǧān; englisch transkribiert Zanjan und Zandjan), ist eine Stadt im Nordwesten Irans am Rand von Zentral-Iran mit knapp 400.000 Einwohnern (Berechnungsstand 2010). Sie ist Sitz der Verwaltung der Provinz Zandschan und befindet sich 298 km nordwestlich von Teheran. Etwas westöstlich von Zandschan liegt der Gebäudekomplex Tacht-e Suleiman.

## Geschichte
Von Mai 1850 bis Januar 1851 war Zandschan Zentrum eines Babaaufstandes, bei dem unter anderem versucht wurde, das lokale Gefängnis zu stürmen, um Gefangene, die wegen Steuerhinterziehung einsaßen, zu befreien.
In den letzten Tagen des Regimes Mohammad Reza Pahlavis legten die Händler des Basars von Zandschan aus Protest gegen das Ausbleiben versprochener Reformen den Betrieb des Basars für 45 Tage still.

## Demographie
| Jahr | Bevölkerungszahl |
| ---- | ---------------- |
| 1900 | 20.000           |
| 1956 | 47.000           |
| 1966 | 59.000           |
| 1976 | 100.505          |
| 1986 | 214.982          |
| 1991 | 254.100          |
| 1996 | 286.295          |

## Kultur
Zandschan wurde im Januar 2020 vom World Crafts Council zur World City of Filigrane ernannt. Zum Zeitpunkt der Ernennung waren in der Stadt etwa 230 Filigrankünstler in 50 Werkstätten tätig, wovon 45 aktive Handwerksdisziplinen zertifiziert wurden, darunter das Kupferschmiedehandwerk. Im Jahr 2023 hat sich die Stadt als Mitglied des Creative Cities Networks der Organisation der Vereinten Nationen für Erziehung, Wissenschaft und Kultur (UNESCO) beworben. Zandschan ist aber bis 2025 nicht gelistet als UNESCO-Kreativstadt.

## Persönlichkeiten
- Hafiz Abru, bedeutender zeitgenössischer Historiker Timurs,[12] starb am 25. Juni 1430 in Zandschan.[13]
- Aus dem Örtchen Suhraward (Provinz Zandschan) stammte der iranische Philosoph und Mystiker des 12. Jahrhunderts Schihab ad-Din Yahya Suhrawardi.
- Farah Ossouli (* 1953), Malerin
- Narges Mohammadi (* 1972), Menschenrechtsaktivistin
- Elnaz Rekabi (* 1989), Sportkletterin
- Mahsa Javar (* 1994), Ruderin
- Mobina Nematzadeh (* 2005), Taekwondoin

## Partnerstädte
- Trabzon, Türkei